# 萊昂鎮區 (密歇根州羅斯康芒縣)
萊昂鎮區（英語：Lyon Township）是位於美國密歇根州羅斯康芒縣的一個行政鎮區。

## 地方資料
萊昂鎮區的面積為94.61平方千米，當中陸地面積為77.75平方千米，而水域面積為16.86平方千米。根據2020年美國人口普查的數據，當地共有人口1252人，而人口密度為每平方千米13.23人。